# کاوکی (استان لوبوسکی)
کاوکی (به لهستانی:  Kałki) یک روستا در لهستان است که در گمینا تژبیل واقع شده‌است.